# Rundfunk in Armenien
Der armenische Rundfunk (armenisch Հայաստանի Հանրային Ռադիո Hayastani Hanrayin Radio; Djsy Armradio) ist ein öffentlich-rechtlicher Hörfunksender in Armenien. Er wurde 1926 gegründet und ist mit drei nationalen Kanälen nach wie vor einer der größten Sender des Landes. Die Agentur verfügt außerdem über das größte Tonarchiv des Landes sowie vier Orchester und beteiligt sich an Kulturerhaltungsprogrammen.

## Anfänge
Am 1. September 1926 wurde das erste experimentelle Radioprogramm (25 Minuten Dauer) mit dem Titel „Voice of Yerevan“ in Armenien ausgestrahlt. Die ersten Testprogramme waren hauptsächlich Volksmusikprogramme, die regelmäßig von lokalen Nachrichten unterbrochen wurden, wodurch der erste Radiosender in Armenien in Betrieb genommen wurde. Dies schuf neue weitreichende Perspektiven für die Weiterentwicklung der Amateurfunkbewegung und die geplante Entwicklung von Funk- und drahtgebundenen Rundfunknetzen. Die Gründung des Rundfunks ermöglichte es, den Rundfunk als eines der effizientesten Massenmedien zur Information und Aufklärung der Bevölkerung zu nutzen. Aus diesem Grund wurde erwartet, dass Radioprogramme solche Themen behandeln, die Menschen verschiedener Fachrichtungen interessieren und ihren Bedürfnissen entsprechen würden.
Am 15. Juni 1927 begann das armenische republikanische Radio mit der regelmäßigen Ausstrahlung seiner Programme. In den Anfangsjahren wurden nur Eriwan und umliegende Dörfer in den Senderadius aufgenommen. Dank der Bemühungen einer Gruppe von Radioliebhabern wurde 1927 in mehr als 25 Dörfern und im folgenden Jahr in weiteren 40 Dörfern Radiodienst angeboten.
Am 6. April 1927 veröffentlichten nationale Printmedien das erste Radioprogramm, das aus Nachrichten und Konzerten bestand.
Bis 1929 wurden Schauspieler und Journalisten aus Zeitungsredaktionen eingeladen, die Radiosendungen zu moderieren. Und erst im Dezember 1929 wurden die ersten Radiomoderatoren – Vergine Babayan und Suren Kananyan – eingeladen, beim Republikanischen Radio Armeniens zu arbeiten.
Ende 1929 wurde das Republikanische Rundfunkkomitee gebildet. Das Komitee hatte 12 Mitarbeiter und strahlte jährlich 2.160 Stunden Programme aus. In den 1930er Jahren wurde das Publikum erheblich erweitert. Neue technische und gestalterische Möglichkeiten kamen zum Einsatz.
In der Nachkriegszeit eröffnete der Republikanische Rundfunk eine Reihe neuer Redaktionen, erweiterte den Senderadius, nahm 1947 den Betrieb des zweiten Kanals (Musik und Information) auf, schuf neue Programme und Projekte, erhöhte auch die Sendezeiten als erweitertes Publikum. 1947 wurde das Radiokomitee in ein Radioinformationskomitee umstrukturiert, das dem Ministerrat der Armenischen Sozialistischen Sowjetrepublik angegliedert war.

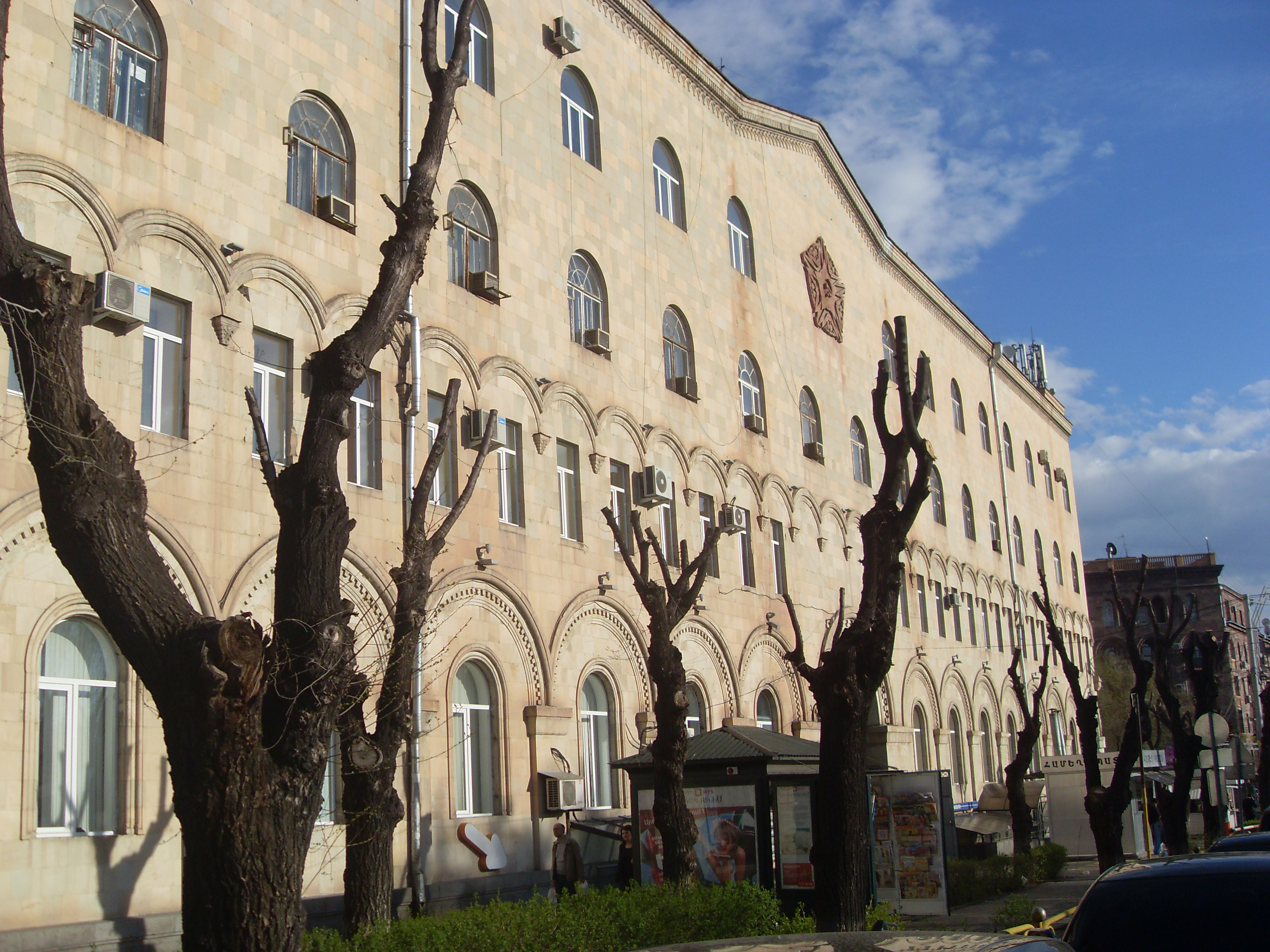
Sendehaus in Yerevan

Der Bau neuer Funksender wurde 1957 aufgenommen. 1962 wurde das gesamte Gebiet Armeniens mit Funkdiensten versorgt. 1965 wurde ein redaktioneller Zusammenstellungsfonds für Aufnahmen von Autorenaufführungen und Rundfunkaufzeichnungen gegründet. Der Radio Gold Fund enthält mehr als 20.000 (150.000 Stunden) Tonaufnahmen, Musikdarbietungen, Kunst- und Poesieprogramme sowie Radioauftritte.

## Radiotag
Der Tag des Radios ist eine Feier zur Entwicklung des Radios. Am 7. Mai 1895 demonstrierte Alexander Popow seine Erfindung zum ersten Mal erfolgreich. Der Tag des Radios wurde erstmals 1945 in der Sowjetunion begangen. Er betont die Bedeutung und Rolle des Radios im politischen, sozialen und kulturellen Leben des Landes.

## Mitgliedschaft in der EBU
Die Public Television and Radio Company of Armenia ist Mitglied dieses Berufsverbandes nationaler Rundfunkanstalten, der Europäischen Rundfunkunion. Sie war zuvor ein assoziiertes Mitglied der EBU. Somit erhielt das öffentliche Radio Armeniens das Recht, Programme erneut auszustrahlen und sich an den Projekten der EBU zu beteiligen.
2007 wurde das Junior-Ensemble „Arevik“ des Public Radio of Armenia ausgewählt, Armenien zum ersten Mal beim Junior Eurovision Song Contest 2007 in Rotterdam, Niederlande, zu vertreten. Arevik wurde mit dem Lied Erazanq Zweiter für Armenien.
Im Jahr 2013 startete Public Radio of Armenia mit Hilfe der EBU ein Webportal, das Produzenten und Zuschauer von Radioprogrammen für junge Menschen in ganz Europa verbindet. Das LyunSe-International-Portal sammelt aktuelle Geschichten aus Jugendradioprogrammen in ganz Europa und fördert die Interaktion durch eine Reihe spezialisierter Foren. Die Entwicklung des Portals wurde vom EBU-Partnerschaftsprogramm unterstützt und in Jerewan und Genf entwickelt.

## Internationale Nachrichten
Am 8. August 1947 wurde beschlossen, eine Redaktionsgruppe zu gründen, die Radioprogramme für im Ausland lebende Armenier vorbereiten sollte. Das erste Programm dieser Abteilung wurde am 10. August 1947 auf Kurzwelle ausgestrahlt. 1956 begann Radio Erevan mit der Ausstrahlung täglicher Nachrichtensendungen auf Kurdisch.
Ab 1957 wurden neben Sendungen in den Nahen und Mittleren Osten Sendungen in die westeuropäischen Länder gestartet.

## Nationale Hörfunksender

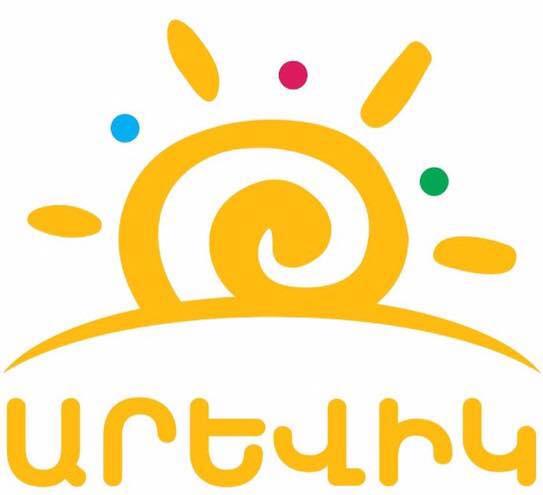
Logo von Radio Arevik (2019)

- Առաջին ծրագիր (Erstes Programm) – Vorzeigesender mit abwechslungsreichem Format
- Իմ ռադիո oder Im Radio (Mein Radio) – Jugendorientiertes Musikprogramm
- Ռադիո Արևիկ (Radio Arevik) – Programm für Kinder
- Եզդի ռադիո (Yeziden-Radio) – Sender für Yeziden in Armenien
- Ռադիո Մշակույթ oder Radio Mshakuyt (Radio Kultur) – Kultur, Kunst und Klassische Musik

### Auslandshörfunk
International Public Radio of Armenia (armenisch Հայաստանի հանրային ռադիո) ist der Auslandsdienst, der 1967 unter dem Namen Radio Yerevan gegründet wurde. Das International Public Radio of Armenia sendete vor 2006 auf Kurzwelle und wechselte dann zu Online-Sendungen. Es sendet in einer Reihe von Sprachen, darunter Armenisch, Kurdisch, Arabisch, Aserbaidschanisch, Englisch, Persisch, Französisch, Georgisch, Deutsch, Russisch, Spanisch und Türkisch.

## Klangkörper
Die folgenden Klangkörper wurden gegründet und arbeiten für das Public Radio of Armenia:
- Volksmusik-Ensemble benannt nach Aram Merangulyan (gegründet 1926, künstlerischer Leiter – Ruben Matevosyan)

- Symphonie Orchester (gegründet 1972, künstlerischer Leiter – Yervand Yerznkyan)

- Arevik Kinder- und Jugend-Pop- und Folklore-Ensemble (gegründet 1979, künstlerischer Leiter – Armen Gevorgyan)
- Armenian National Radio Chamber Chor (gegründet 1929, künstlerischer Leiter – Tigran Hekekyan bis 2002)
- G. Achemyan National Radio Violin Ensemble von Armenia (gegründet 1970, 2003 neu zugeordnet zum Komitas State Conservatory of Yerevan)
- Ogan Duryan Symphonieorchester des National Radio von Armenien (gegründet 1966)

## Persönlichkeiten
Ljussi Kotscharjan präsentiert zwei Programme im armenischen öffentlichen Radio, die ihr 2020 einen International Women of Courage Award verliehen haben.